# BUNCH
BUNCH는 1970년대 IBM의 메인프레임 경쟁자들을 지칭하는 별명이었다. 이 이름은 버로스, 유니박, NCR, 컨트롤 데이터 코퍼레이션(CDC), 허니웰 다섯 회사의 이름에서 따왔다. 이 회사들은 IBM의 시장 점유율이 모든 경쟁사들을 합친 것보다 훨씬 높았기 때문에 한 그룹으로 묶였다.
1960년대에는 IBM과 이 다섯 컴퓨터 제조업체들, 그리고 RCA (기업)와 제너럴 일렉트릭은 "IBM과 일곱 난쟁이"로 알려져 있었다. IBM 경쟁사들에 대한 설명은 GE가 1970년 컴퓨터 사업을 허니웰에 매각하고 RCA가 1971년 컴퓨터 사업을 스페리(유니박을 소유)에 매각하면서 다섯 "난쟁이"만 남게 된 후 바뀌었다. 따라서 이 회사들의 이니셜은 새로운 두문자어, BUNCH가 되었다. 인터내셔널 데이터 코퍼레이션은 1984년에 BUNCH가 그 해 예상되는 114억 달러의 메인프레임 컴퓨터 판매액 중 20억 달러 미만을 벌어들이고, IBM이 나머지 대부분을 가져갈 것으로 추정했다. IBM은 메인프레임 시장을 너무나도 지배하여 관찰자들은 BUNCH가 합병하거나 산업에서 나갈 것으로 예상했다. BUNCH는 자체 PC 호환 기종으로 마이크로컴퓨터 시장에서 IBM을 따랐지만, IBM과는 달리 소형 컴퓨터의 소매 판매에 빠르게 적응하지 못했다.
한때 업계에서 두 번째로 큰 디지털 이큅먼트 코퍼레이션(DEC)은 DeBUNCH로 BUNCH에 합류했다.

## BUNCH의 운명
버로스 & 유니박1986년 9월, 버로스가 스페리(유니박의 모회사)를 인수한 후, 회사 이름은 유니시스로 변경되었다.
NCR1982년, NCR은 유닉스 기반의 TOWER 16/32를 시작으로 개방형 시스템 아키텍처에 참여했으며, 메인프레임보다 작은 컴퓨터에 더 중점을 두었다. NCR은 1991년 미국전화전신회사에 인수되었다. 1996년 AT&T의 구조조정으로 1997년 1월 1일 별도의 회사로 재설립되었다. 1998년, NCR은 컴퓨터 하드웨어 제조 자산을 솔렉트론에 매각하고 범용 컴퓨터 시스템 생산을 중단했다.
컨트롤 데이터 코퍼레이션컨트롤 데이터 코퍼레이션은 현재 BT 그룹의 BT 글로벌 서비스 자회사인 영국 회사 Syntegra (USA)이다.
허니웰1991년, 허니웰의 컴퓨터 부문은 프랑스 컴퓨터 회사인 그룹 불에 매각되었다.

## 1960년대와 1970년대의 다른 메인프레임 제조업체
- 벤딕스 코퍼레이션은 1956년에 G-15를, 1961년에 G-20을 출시했으며, G-21은 그 직후에 나왔다. 컨트롤 데이터 코퍼레이션은 1963년에 벤딕스 컴퓨터 사업부를 인수했다.
- 필코는 군용 컴퓨터뿐만 아니라 상업용 TRANSAC S-1000 및 TRANSAC S-2000을 판매했다. 포드 모터 컴퍼니는 1961년 12월에 필코를 인수했다.
- 사이언티픽 데이터 시스템즈(1969년 제록스에 인수된 후 제록스 데이터 시스템즈로 알려짐)도 메인프레임 컴퓨터를 판매했지만, 시장 점유율이 약 1%에 불과하여 시장에서 주요 요인이 아니었다. 제록스는 1975년에 해당 부문을 폐쇄하고 대부분의 권리를 허니웰에 매각했다.
- 1976년, 크레이 리서치(시모어 크레이의 이전 고용주인 컨트롤 데이터 코퍼레이션이 지원하는 회사)는 크레이-1 벡터 프로세서를 출시했다.
- 디지털 이큅먼트 코퍼레이션(DEC)은 1957년에 컴퓨터 부품을 제조하기 위해 설립되었으며, 특히 PDP-6 및 PDP-10 시리즈와 같은 많은 메인프레임 컴퓨터를 만들었다.[8] DEC는 나중에 컴팩에 매각되었고, 컴팩은 휴렛 팩커드에 인수되었다.
- 휴렛 팩커드(HP)는 1939년에 첨단 전자 장비를 제조하며 설립되었다. 1960년대 중반에 HP는 메인프레임 컴퓨터와 경쟁하는 미니컴퓨터를 생산하기 시작했다.
- IBM 펠로이자 IBM 시스템/360 제품군의 수석 설계자이며 기업가인 진 암달이 1970년에 설립한 암달 코퍼레이션은 IBM 메인프레임 호환 컴퓨터 제품을 전문으로 하는 정보 기술 회사였으며, 1997년에 후지쯔의 전액 출자 자회사가 되었다.
- 인터내셔널 컴퓨터스 리미티드는 1968년부터 2002년까지 운영된 대규모 영국 컴퓨터 하드웨어, 컴퓨터 소프트웨어 및 컴퓨터 서비스 회사였다. 이 회사는 점진적으로 후지쯔에 인수되었고, 2002년 4월에 후지쯔로 브랜드가 변경되었다.